# Districtul Mohale's Hoek
Districtul Mohale's Hoek este una dintre cele 10 unități administrativ-teritoriale de gradul I  ale statului Lesotho. Reședința sa este localitatea  Mohale's Hoek.